# Мюскюльди
Мюскюльди́ (фр. Musculdy) — коммуна во Франции, находится в регионе Аквитания. Департамент — Атлантические Пиренеи. Входит в состав кантона Монтань-Баск. Округ коммуны — Олорон-Сент-Мари.
Код INSEE коммуны — 64411.

## География

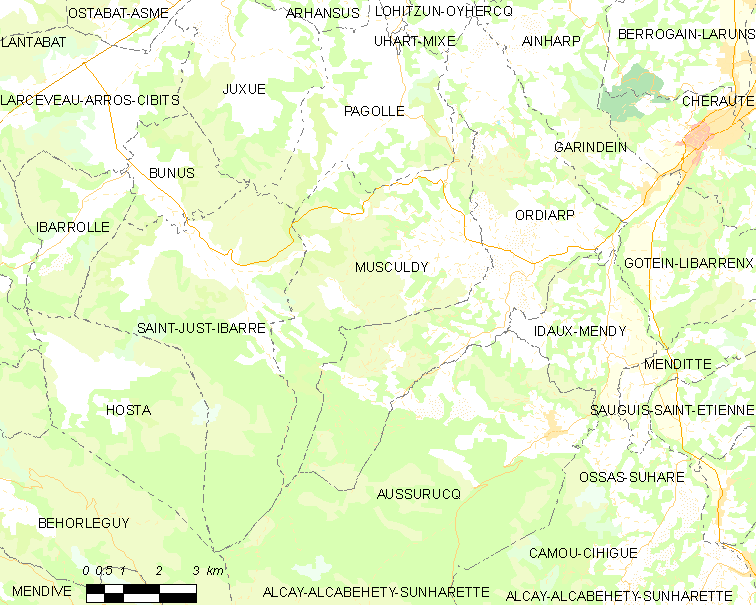
Карта коммуны

Коммуна расположена приблизительно в 680 км к югу от Парижа, в 185 км южнее Бордо, в 50 км к западу от По.

### Климат
Климат тёплый океанический. Зима мягкая, средняя температура января — от +5°С до +13°С, температуры ниже −10 °C бывают редко. Снег выпадает около 15 дней в году с ноября по апрель. Максимальная температура летом порядка 20-30 °C, выше 35 °C бывает очень редко. Количество осадков высокое, порядка 1100 мм в год. Характерна безветренная погода, сильные ветры очень редки.

## Население
Население коммуны на 2010 год составляло 239 человек.
| 1962 | 1968 | 1975 | 1982 | 1990 | 1999 | 2010 |
| ---- | ---- | ---- | ---- | ---- | ---- | ---- |
| 325  | 295  | 313  | 289  | 285  | 278  | 239  |

## Администрация
| Период | Период | Фамилия        | Партия | Примечания |
| ------ | ------ | -------------- | ------ | ---------- |
| 1995   | 2014   | Мишель Беркаи  |        |            |
| 2014   | 2020   | Леони Агергаре |        |            |

## Экономика
В 2010 году среди 139 человек трудоспособного возраста (15-64 лет) 98 были экономически активными, 41 — неактивными (показатель активности — 70,5 %, в 1999 году было 67,9 %). Из 98 активных жителей работали 89 человек (45 мужчин и 44 женщины), безработных было 9 (6 мужчин и 3 женщины). Среди 41 неактивных 7 человек были учениками или студентами, 27 — пенсионерами, 7 были неактивными по другим причинам.

## Достопримечательности
- Часовня Св. Антония, построенная Карлом II Наваррским в 1385 году, была восстановлена в XIX веке.

## Фотогалерея

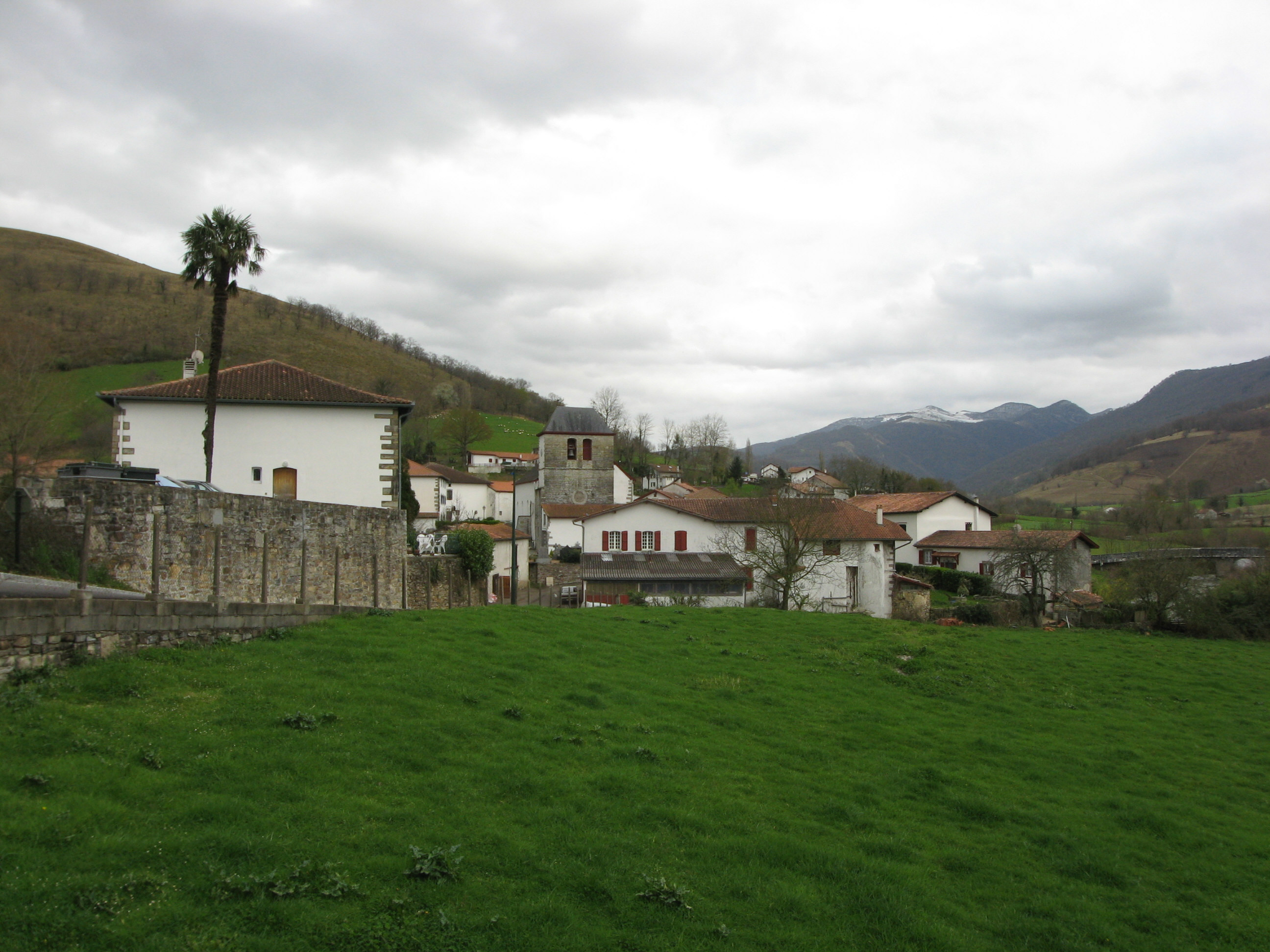
Мюскюльди
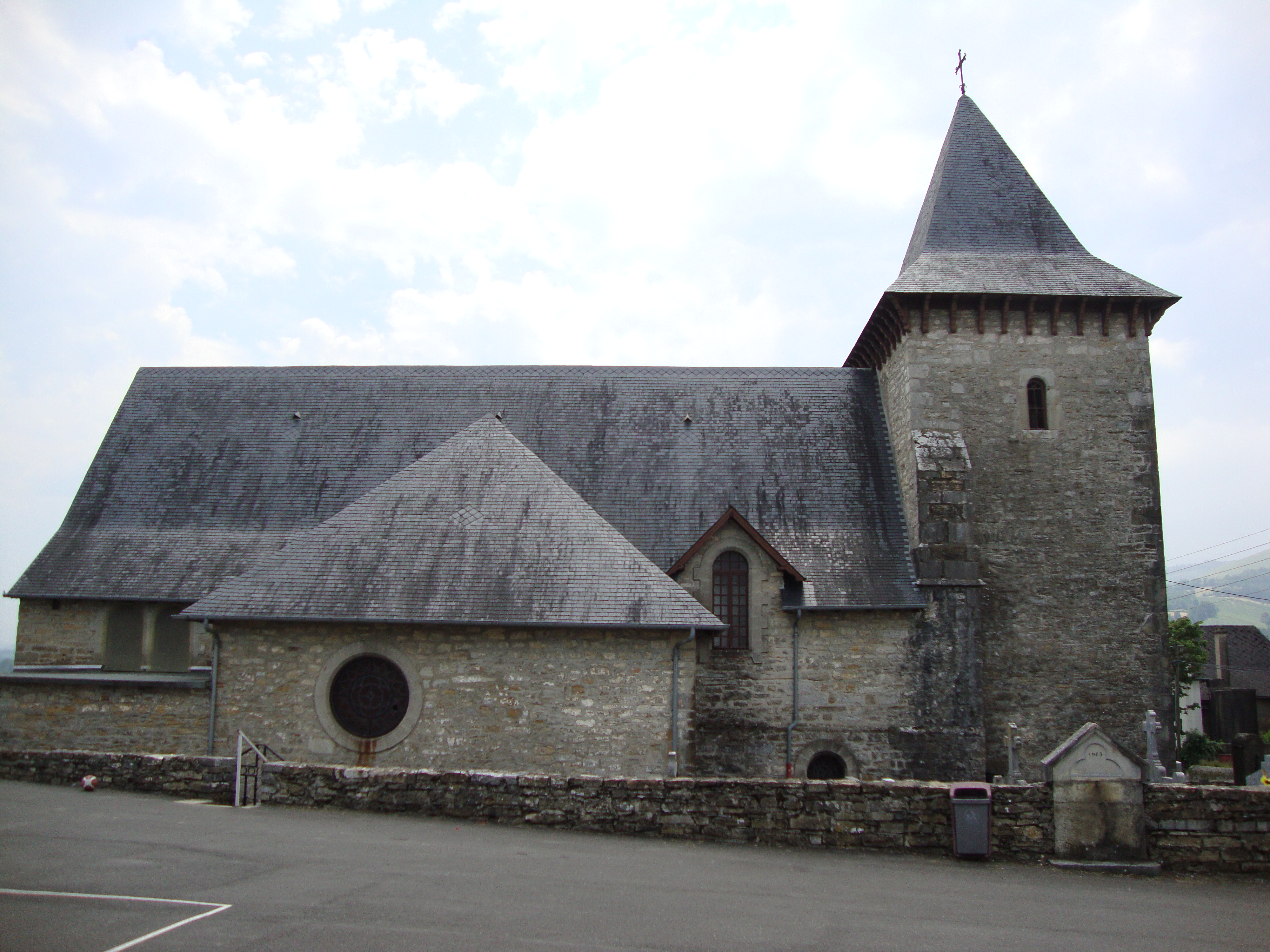
Церковь
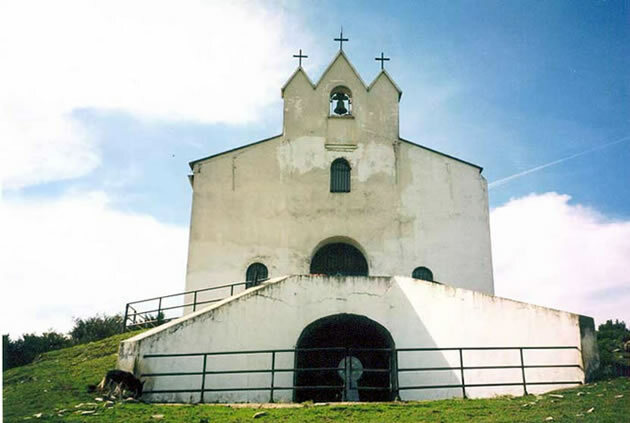
Часовня Св. Антония
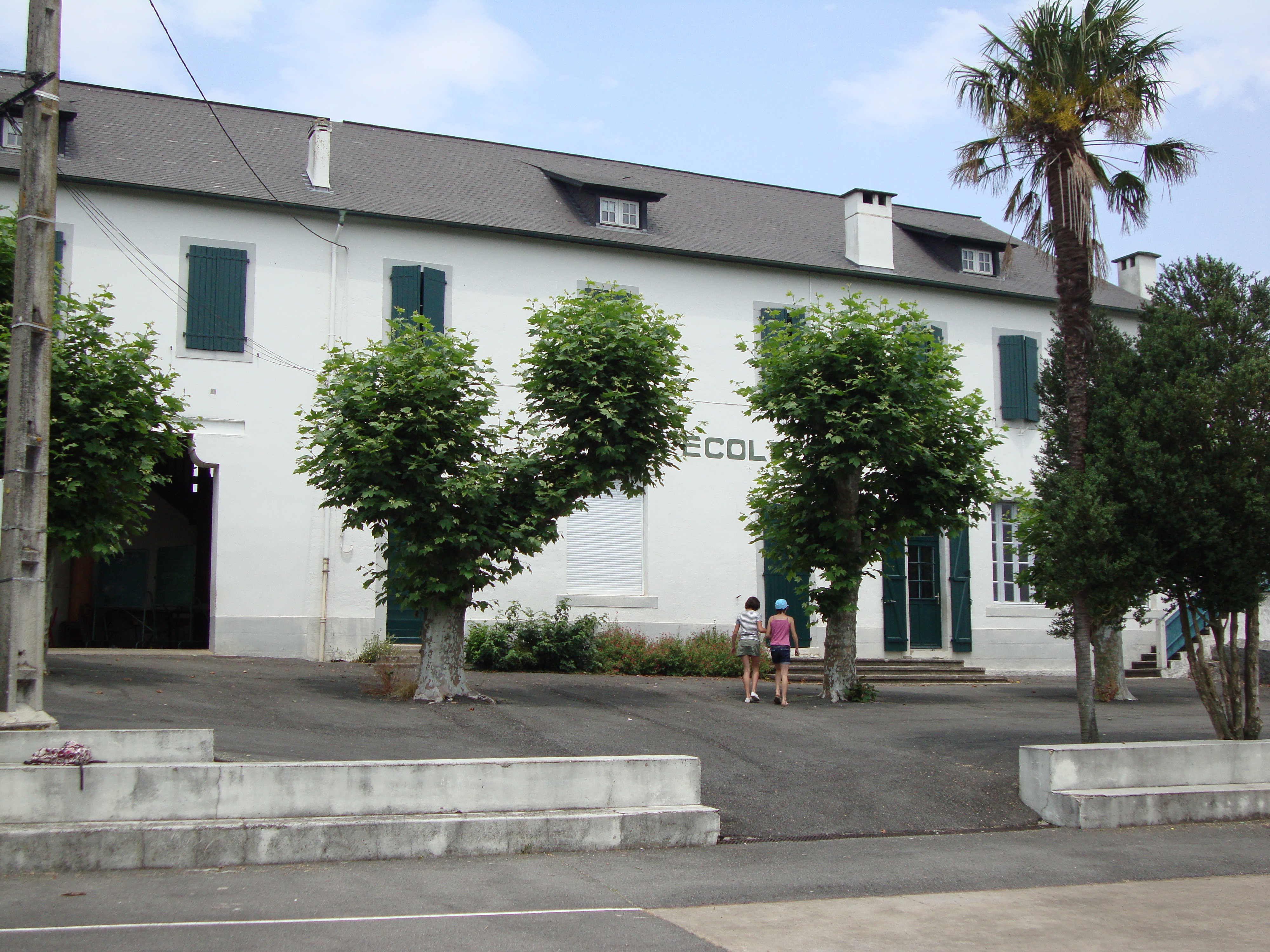
Школа
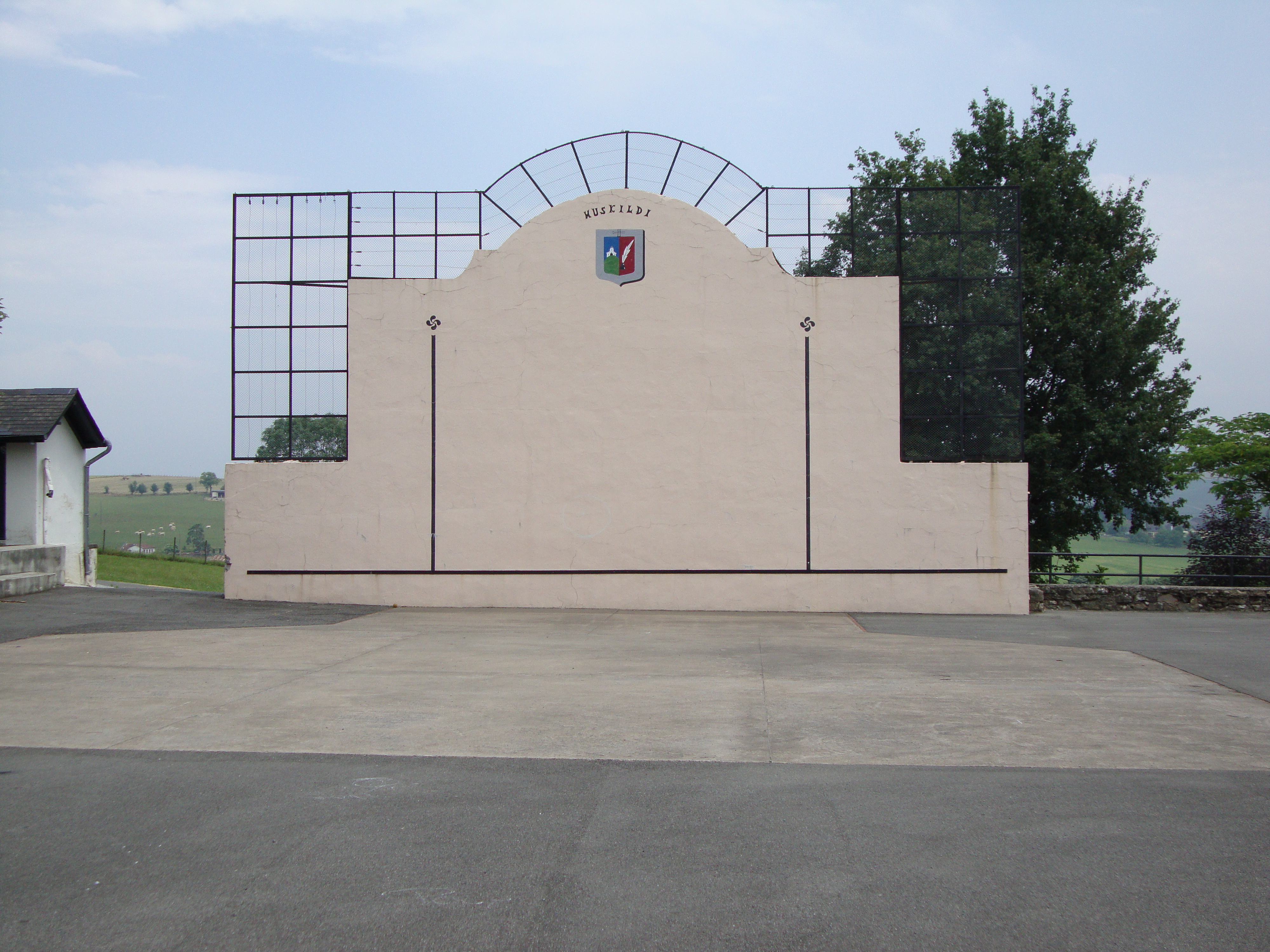
Фронтон (площадка для игры в пелоту)